# Samuel Aba
Sámuel Aba, także: Owo, Owon, Ouban (ur. przed 1010, zm. 5 lipca 1044) – król Węgier 1041–1044.
Imię otrzymał po bułgarskim carze Samuelu.

## Życiorys

### Pochodzenie
Początki rodu Abów wiąże się z osobą Paty, wnuka Eda i Edemena, wodzów z czasów przybycia Węgrów do Panonii (896). Pata był dziadkiem Samuela Aby. Przypuszcza się, że ojcem Samuela Aby był Csaba (Ceba), palatyn węgierski, który około 1005 roku wraz z arcybiskupem Sebastianem brał udział w poświęceniu opactwa Pannonhalma.
Powiązania Samuela Aby z dynastią Arpadów pozostają tematem dyskusji w literaturze naukowej. Dawniej uchodził za męża jednej z córek węgierskiego księcia Gejzy, szwagra króla węgierskiego Stefana I Świętego. Obecnie, biorąc pod uwagę, że był o pokolenie młodszy od Stefana, przypuszcza się, że był synem (a nie mężem) bliżej nieznanej córki księcia Gejzy.

### Panowanie
Za panowania Stefana I Samuel Aba objął ważną funkcję nadwornego żupana królewskiego czyli palatyna (łac. comes palatinus, węg. nádori ispán), stając się de facto na dworze drugą osobą po królu. Po śmierci Stefana nowy król, Piotr Orseolo usunął Samuela ze swojego dworu. Wielu możnym węgierskim nie odpowiadały jednak rządy Piotra, który zwykł się otaczać Niemcami i Włochami. Poza tym obawiali się oni, że władca zechce uzależnić Królestwo Węgier od Cesarstwa Niemieckiego. Zatem wspierali oni Samuela, który mógł dzięki temu dojść do władzy po obaleniu Piotra.
Tak więc w 1041 r. Piotr uciekł z Węgier, a królem został Samuel Aba. Rozpoczęły się prześladowania zwolenników poprzedniego władcy. Natychmiast cofnięto wszystkie prawa, które wprowadził Piotr. Owe prawa szczególnie uderzały w najniższe warstwy społeczeństwa. W późniejszych kronikarskich relacjach ganiono Samuela Abę za to, że wolał towarzystwo chłopów niż możnych panów. Jest bardzo prawdopodobne, że główne oparcie dla jego rządów stanowili ludzie z nizin społecznych, którzy wciąż byli poganami.
Samuel doskonale zdawał sobie sprawę z tego, że może się utrzymać na tronie jedynie w przypadku gdy będzie pozostawał w pokojowych stosunkach z cesarzem Henrykiem III. Ten ostatni stał się jednak głównym sprzymierzeńcem pozbawionego korony węgierskiej Piotra Orseolo. Mimo to węgierski władca zdołał utrzymywać pokój z niemieckim władcą, ale cena tego była wysoka, mianowicie Węgry utraciły na rzecz Niemiec część swego terytorium i musiały płacić cesarzowi trybut.
Berno z Reichenau w liście do cesarza Henryka III nazwał Abę pseudokrólem, krzywoprzysięzcą, mordercą i kłamcą.
Z powody konieczności płacenia owego trybutu oraz dokonanego wcześniej uchylenia podatków Samuel Aba zmuszony był poszukać innych źródeł dochodów. Zażądał więc zwrotu majątków, które Kościół otrzymał od króla Stefana I i opodatkował duchowieństwo. Chciał zmniejszyć potężną rolę Kościoła na Węgrzech. Według niektórych źródeł Samuel Aba i jego zwolennicy zostali obłożeni przez papieża ekskomuniką.
Rządy Samuela Aby prowadziły do likwidacji stosunków feudalnych i nawrotu do dawnego ustroju plemiennego. Jego rządy stawały się coraz bardziej niepopularne. Wywoływały opozycję duchowieństwa, możnych, którzy mieli do władcy pretensje, że faworyzuje on ludzi z niższych warstw społecznych oraz cesarza Henryka III, któremu nie podobało się, że Samuel nie przestrzegał wszystkich warunków pokoju. W czerwcu 1044 r. wrócił na Węgry Piotr Orseolo. Wspierany przez wojska cesarza w bitwie stoczonej pod Ménfő w okolicach Győr pokonał wojska Samuela Aby (5 VII 1044). Źródła przekazały różne opinie na temat śmierci tego ostatniego, który zginął niedługo po swojej klęsce. Według jednych relacji został on schwytany i zabity przez Piotra i cesarza Henryka III. Inne przekazy podają, że Samuel Aba dotarł do Cisy i poniósł śmierć z rąk swych przeciwników. W każdym razie został on pochowany w założonym przez siebie klasztorze w Abasár.
Nie posiadamy źródłowych informacji, co działo się dalej z żoną Samuela Aby i jego synami. Wiadomo jednak, że ród Abów przetrwał będąc jednym z najbardziej wpływowych rodów w północnych Węgrzech. Jego nazwa przetrwała w nazwie komitatu Abaúj-Torna.

## Spuścizna
Węgierski ród Abów (Genus Aba) był potężnym rodem w IX wieku. Dzieło Gesta Hunnorum et Hungarorum (Dzieje Hunów i Węgrów) łączy ten ród z wodzem Hunów, Attylą.
W ciągu XII i XIII stulecia ród Abów podzielił się na kilka rodzin, z których każda przyjęła nazwisko od nazwy posiadanych przez siebie włości. Np. rodzina Rhédey przyjęła swoje nazwisko od majątku Kisréde (ob. Nagyréde) w komitacie Heves.
Istniało dziewiętnaście rodzin wywodzących się bezpośrednio od rodu Abów i spokrewnionych z nim: Athinai, Batory, Batory z Gagy, Berthóti, Budaméry, Csirke, Csobánka, Frichi, Gagyi, Hedry, Keczer, Kompolthi, Laczkffy z Nádasd, Lapispataky, Rhédey, Sirokay, Somosy z Somos, Vendéghy i Vitéz.

## Potomstwo
- Piotr Aba
- Domoszló Aba